# بونيون ألبي
البونيون الألبي (باللاتينية: Bunium alpinum) نوع نباتي ينتمي إلى جنس البونيون من الفصيلة الخيمية.

## الموئل والانتشار
موطن هذا النوع المغرب العربي وإسبانيا وإيطاليا وبعض مناطق البلقان.

## مرادفات للاسم العلمي
- (باللاتينية: Apium alpinum (Waldst. & Kit.) Caruel)
- (باللاتينية: Bunium saxatile Mill.)
- (باللاتينية: Bunium tenuisectum Griseb. ex Pant.)
- (باللاتينية: Carum alpinum (Waldst. & Kit.) Benth. & Hook.f. ex B.D.Jacks. [Illegitimate])